# Antoni Niederliński
Antoni Edward Niederliński (ur. 19 maja 1937 w Katowicach, zm. 27 lipca 2018) – polski naukowiec, nauczyciel akademicki i profesor nauk inżynieryjno-technicznychi, specjalizujący się w automatycznej regulacji, teorii sterowania, identyfikacji procesów i sterowaniu adaptacyjnym, komputerowych systemach sterowania, aktywnym tłumieniu drgań i hałasu, sztucznej inteligencji i komputerowym podejmowaniu decyzji, programowaniu w logice z ograniczeniami oraz systemach ekspertowych, ze szczególnym uwzględnieniem systemów modelowo-regułowych. Związany z Wydziałem Automatyki, Elektroniki i Informatyki Politechniki Śląskiej w Gliwicach od chwili jego powstania, tj. od 1964 r. W latach 1984–1987 rektor Politechniki Śląskiej.

## Życiorys
Ukończył studia na Wydziale Elektrycznym Politechniki Śląskiej w 1960. Tam też w 1964 obronił doktorat. Był stypendystą Uniwersytetu Cambridge, gdzie w 1968 uzyskał Certificate of Postgraduate Study in Engineering. W 1975 na Akademii Górniczo-Hutniczej uzyskał habilitację. Tytuł profesora nauk technicznych otrzymał w 1980.
Wykładał na uczelniach zagranicznych w Bochum, Birmingham, Lyngby.

## Działalność badawcza
Profesor Antoni Niederliński był autorem wielu oryginalnych prac naukowych obejmujących swoim zakresem identyfikację procesów, sterowanie obiektami dynamicznymi, zwłaszcza sterowanie adaptacyjne, sztuczną inteligencję oraz podejmowanie decyzji. Był autorem ponad 80 publikacji; w tym w takich czasopismach jak Automatica, Regelungstechnik, International Journal of Control, Proceedings IEE, IEEE Transactions on Automatic Control, Applied Stochastic Models and Data Analysis, Transactions of The Society For Computer Simulation, IEEE Transactions on Signal Processing. Jego prace z zakresu uogólnienia reguł Zieglera-Nicholsa dla strojenia regulatorów w wielokanałowych układach regulacji zostały zaliczone do światowego kanonu w zakresie nauk o sterowaniu, a wprowadzona przez niego miara interakcji w obiektach wielowejściowych/wielowyjściowych dla sterowania wielokanałowego zadomowiła się w światowej literaturze obejmującej dynamikę i sterowanie procesami pod nazwą Niederlinski Index (patrz w Google na Niederlinski Index).
Był autorem 9 i współautorem 4 podręczników i monografii poświęconych różnym zagadnieniom wielowymiarowych i komputerowych systemów sterowania, niektóre z nich weszły do kanonu literatury z zakresu automatyki i sterowania.
Był inicjatorem wielu pionierskich przedsięwzięć naukowych obejmujących m.in. sterowanie obiektami wielowymiarowymi, budowę systemu ekspertowego do identyfikacji modeli matematycznych sygnałów i obiektów (systemy EDIP i Multi EDIP), opracowanie regułowo-modelowych systemów ekspertowych oraz zainicjowanie w Polsce rozwoju problematyki programowania w logice z ograniczeniami. 
W swoim dorobku posiada ponad 30 wdrożeń w przemyśle chemicznym, górniczym i hutniczym obejmujących sterowanie adaptacyjne, sterowanie wielopoziomowe, systemy mikroprocesorowe, sztuczną inteligencję. Był kierownikiem zespołów wdrażających m.in. komputerowe sterowanie filtrem bikarbonatu sodowego i węzłem filtracji w Janikowskich Zakładach Sodowych, program samonastrajającej regulacji temperatury reaktora polichlorku winylu w Zakładach Chemicznych Azoty w Tarnowie, komputerowe systemy sterowania w Wydziałach Elektrorafinacji Hut Miedzi Legnica oraz Głogów.
Prof. Niederliński wypromował 26 doktorów, z czego 6 zrobiło habilitację, w tym trzech uzyskało tytuł profesora.

## Działalność dydaktyczna
Profesor Niederliński był wybitnym i cenionym wykładowcą, który opracował nowatorskie wykłady z zakresu m.in. sterowania, automatyzacji, identyfikacji oraz zastosowań metod sztucznej inteligencji. Prowadził wykłady z takich przedmiotów jak: Kompleksowa automatyzacja procesów ciągłych, Systemy i sterowanie, Identyfikacja procesów, Techniki adaptacyjne, Systemy automatycznego wnioskowania, Systemy ekspertowe oraz Programowanie w logice z ograniczeniami. W roku akademickim 1977/78 był laureatem Złotej kredy, wyróżnienia przyznawanego przez studentów Wydziału Automatyki. 
Na szczególne uznanie zasługuje jego działalność na rzecz upowszechniania nauki, obejmująca m.in. autorstwo podręczników dla szkół średnich z zagadnień robotyki i techniki mikroprocesorowej.
Od 2009 r. był wykładowcą na Wydziale Informatyki i Komunikacji Akademii Ekonomicznej (obecnie Uniwersytet Ekonomiczny) w Katowicach.

## Działalność organizacyjna
Działalność organizacyjna profesora Niederlińskiego jest niezwykle bogata. W latach 1972–1976 był na Wydziale Automatyki i Informatyki prodziekanem ds. wieczorowych studiów zawodowych, następnie, do 1977, prodziekanem ds. nauczania i wychowania. W latach 1977–1981 pełnił funkcję zastępcy dyrektora ds. nauki w Instytucie Automatyki. W latach 1977–2006 kierował Zakładem Automatyzacji Procesów Przemysłowych, przekształconym w Zakład Komputerowych Systemów Sterowania.
W 1981 r. został Prorektorem ds. Organizacji na Politechnice Śląskiej, ale po wprowadzeniu stanu wojennego i odwołaniu Rektora złożył rezygnację w 1982 r. W latach 1984–1987 pełnił funkcję Rektora Politechniki Śląskiej.
Od 1981 r. był członkiem Komitetu Automatyki i Robotyki PAN, w tym od 1987 do 2006 r. jego wiceprzewodniczącym. W latach 1991–1994 był członkiem Komitetu Badań Naukowych (przewodniczącym Komisji Badań Podstawowych), a w okresie 2000–2001 Przewodniczącym Sekcji C-4 Projektów Celowych KBN. 
Przez dwie kadencje (1991-94, 1994-97) był członkiem Centralnej Komisji ds. Tytułu Naukowego i Stopni Naukowych, a w latach 1990-1993 także członkiem Rady Głównej Szkolnictwa Wyższego.
Od 1994 r. był członkiem zwyczajnym Akademii Inżynierskiej w Polsce.
W okresie 1991–2001 był członkiem IFAC Technical Committee on Modelling, Identification and Signal Processing.
Od 1999 do 2017 był redaktorem naczelnym czasopisma Archives of Control Sciences, wydawanego przez Polish Academy of Sciences, Committee of Automatic Control and Robotics.
W latach 1999–2004 był inicjatorem i organizatorem warsztatów CPDC– Workshop on Constraint Programming for Decision and Control w Gliwicach.
W latach 2012–2017 był członkiem  Komitetu Redakcyjnego wydawnictw Uniwersytetu Ekonomicznego w Katowicach.
Odznaczony Krzyżem Oficerskim Orderu Odrodzenia Polski (1993) oraz Medalem Komisji Edukacji Narodowej.